# Риђа лисица
Риђа лисица (Vulpes vulpes) је најпознатија од свих врста лисица. Такође је најраспрострањенија не само врста лисица, већ и од свих осталих копнених месоједа. Као што име говори, њено крзно је најчешће риђо-браон боје. Постоји око 40 подврста.

## Физички опис
Крзно риђе лисице је најчешће риђе боје, са белим стомаком, црним врховима ушију и ногама и има китњаст реп са препознатљивим белим врхом. Црвени тон крзна може да варира од гримизно црвене до златне боје и може бити ишарано црвеним, браон, црним и белим длакама.
Лисичје очи су златно-жуте и имају карактеристичне вертикално издужене зенице сличне мачјим. Имају одличан вид и веома су спретне, а реп им пружа равнотежу при извођењу акробатских скокова. Њихове јаке ноге им омогућавају да трче брзином од 70 km/h тако да могу да успешно лове или побегну од предатора.
Одрасла риђа лисица достигне тежину од 6-10 kg, али тежина варира од регије до регије у којој живе. Просечно, европске лисице су крупније од њихових америчких рођака. Дугачке су од 50 до 90 центиметара, плус реп који је дужине око 40 центиметара. До рамена су високе 35-45 cm.
Током јесени и зиме, лисици расте више крзна него иначе. Такозвано „зимско крзно“ штити животињу од хладноће, а губи га почетком пролећа које постаје поново кратко у летњем периоду.

## Исхрана
Риђа лисица се храни глодарима, инсектима, воћем, црвима, јајима, птицама и другим мањим створењима. Поседује 42 веома оштра зуба којима хвата плен. Лисица редовно поједе 0.5-1 килограм хране свакодневно. У урбаним пределима, лисице се хране глодарима и птицама које нађу у двориштима и отпадима. Познате су како чепркају по контејнерима и кантама за смеће како би пронашли било шта да поједу. Изразити њух омогућава лисици да у потрази за храном преваљује и до 10 километара.

## Понашање
Риђе лисице су животиње активне у сумрак, док оне које живе у урбаним људским крајевима су ноћне животиње. Свака лисица лови сама. Ако улови више хране него што може да поједе, вишак ће да закопа и касније да га поједе.
Генерално, свака лисица је самотњак и живи на својој територији; једино у зиму се удружује са другом лисицом, док се лети самостално храни. Територије лисица су површине 5 km² на којима живе у неколико јазбина; неке од јазбина су претходно биле пребивалиште мрмота, док неке јазбине изнова ископавају. У главној, већој јазбини лисице живе преко зиме, где доносе младе на свет и одгајају их. Мање јазбине се налазе по читавој територији и служе лисици као склониште у току опасности и за одлагање хране. Низ тунела често спаја мање јазбине са главном.
Риђа лисица се сматрала моногамном врстом, међутим присутност полигамије се заснива на мужјаковим додатном територијалном кретању током сезоне парења, како би се парио са више женки. Такође, присутност полигамије се огледа у преклапању мужјакове територије са једном или више територија женки. Риђа лисица првобитно формира моногамну везу са мужјаком сваке зиме како би одгајили окот од 4-6 младих, али у извесним случајевима мужјаци примењују полигамију - неколико мужјака деле исту женку и обрнуто. Овакво понашање није у потпуности разумљиво зоолозима. Риђе лисице комуницирају различитим оглашавањима и обележавањем хране и граница територије мирисом својег урина и измета. Овај мирис лучи жлезда која се налази одмах изнад лисичјег репа.

## Размножавање
Јужније популације риђих лисица се паре од децембра до јануара, централне популације од јануара до фебруара, а северније популације од фебруара до априла. Менструациони циклус код женки траје од 1-6 дана сваке године. Парење (копулација) је кратко и гласно и обично траје до 20 секунди. Иако се женка пари са више мужјака, који се међусобно боре за њу, она ђе на крају да се одлучи само за оног који је освоји.
Мужјак снабдева женку храном током и после порођаја, иначе ће напустити такозвану „материнску јазбину“. Просечан окот је пет младунчади, али може их бити и до тринаест. Млади се рађају слепи, а на порођају су тешки свега 150 грама. Очи отварају после две недеље. Након пет недеља по први пут излазе из јазбине, када напуне 10 недеља у потпуности одгојени.
У јесен исте године, младе лисице се раздвајају и заузимају сопствену територију. Полну зрелост стичу са 8 до 10 месеци, и могу живети до 12 година у заточеништву, али обично само три у дивљини.

## Распрострањеност и подврсте
Највећи представник рода Vulpes, риђа лисица живи на простору скоро целе Северне Америке и Евроазије, док неколико популација живи у северној Африци. Подврста, јапанска риђа лисица (Vulpes vulpes japonica) је мигрирала из Индије и Кине до Јапана. Риђа лисица је у 19. веку пренета у Аустралију где представља озбиљан проблем јер ремети еколошку равнотежу. Пренамножене, хране се великим бројем мањих животиња којих има све мање.
Три подврсте риђе лисице живе у Индији: Vulpes vulpes montana (тибетанска лисица) која живи на Хималајима Vulpes vulpes griffithi (кашмирска лисица) се може наћи у покрајини Кашмир и Vulpes vulpes pusilla (пустињска лисица) живи у пустињи Тар у државама Раџастан и Гуџарат.
Риђа лисица насељава различите биоме, од прерија и шипражја до шума. Обично је распрострањена на јужнијим географским ширинама, али може насељавати и крајње северне тундре, које насељава арктичка лисица. Риђа лисица је постала познати становник градских предграђа и самих градова, где дели животни простор са ракуном.
С обзиром на то да је изузетно прилагодљива животиња, популација риђих лисица у свету је преко 20 милиона.

## Лисице и човек
У Уједињеном Краљевству лов на лисице са псима је традиционалан спорт, када је постао незаконит 18. фебруара 2005. године. У Шкотској је лов забрањен 2002. године. Лисицу представљају као лукавог зликовца у многим фолклорима.
Као и друге дивље животиње, и лисице се сматрају преносиоцима заразних болести. Она помаже ратарима ловећи ситне животиње које уништавају усеве, али се сматра штеточином код одгајивача живине. Риђа лисица је донекле од важности у индустрији крзна.
У Хонгконгу је заштићена врста, док је као животиња симбол јапанског острва Хокаида.

## Занимљивости
- Неки научници сматрају да су британски досељеници донели риђе лисице у Северну Америку у 19. веку.
- Риђе лисице су најраспрострањенији месоједи на свету.